# Dalila Awada
Dalila Awada est une militante, chroniqueuse et conférencière québécoise. Elle devient une personnalité publique au Québec dans la foulée du projet de Charte des valeurs québécoises présentée en 2013 par le gouvernement québécois. En s’opposant à l’interdiction du port de signes religieux chez les employés de l’État, elle prend position pour le droit des femmes à décider de leur habillement.
Dalila Awada est engagée dans plusieurs causes dont le féminisme, l’antiracisme et l’antispécisme. Elle compte parmi les fondatrices de la Fondation Parole de Femmes qui a pour mission de favoriser la prise de parole des femmes racisées.
Dalila Awada tient depuis décembre 2018 une chronique hebdomadaire dans le Journal Métro, un quotidien montréalais.

## Biographie

### Jeunesse
Dalila Awada est née en 1990 à l’hôpital St-Marys à Montréal au Québec. Elle grandit dans une famille libanaise et habite au fil des ans plusieurs arrondissements de la Ville de Montréal, dont LaSalle, Ville St-Laurent et Montréal-Nord. Comme de nombreux Québécois issus de parents immigrants, elle grandit sous l’influence croisée de plusieurs cultures, dont la culture musulmane chiite libanaise de sa famille et la culture canadienne-française de son environnement social. Très jeune, Dalila Awada est marquée par des figures éprises de justice sociale telles que Yvon Deschamps, Richard Desjardins ou Pierre Falardeau. Elle commence à porter le voile à l’adolescence à une époque qu’elle décrit comme « révoltée et rebelle ».

### Études
Dalila Awada a complété un baccalauréat en sociologie à l’Université du Québec à Montréal (UQAM) et est candidate à la maîtrise en sociologie à l’Université de Montréal. Son mémoire porte sur les liens entre racisme et spécisme.

### Chroniqueuse et conférencière
Dalila Awada est chroniqueuse dans plusieurs médias québécois.
Elle écrit toutes les semaines dans le Journal Métro, un quotidien montréalais. Elle fait également la « Revue des revues » à l’émission de Pénélope McQuade à la radio de Radio-Canada et coanime un balado avec Vanessa Destinée à Qub Radio.

## Engagements militants

### Contre le racisme et l'islamophobie
Dalila Awada est témoin de l’islamophobie pour la première fois après les attentats du 11 septembre 2001 à New York. Elle voit sa mère se faire insulter dans la rue et subit des discriminations au travail en se faisant mettre à l’écart par ses employeuses.
En 2013, Dalila Awada est invitée à participer à une exposition, « Le voile musulman dévoilé », au Musée des religions du monde de Nicolet près de Trois-Rivières. Cette première activité publique la mène à prendre de plus en plus souvent la parole dans le cadre de conférences ou d’entrevues.[réf. nécessaire]

### Charte des valeurs québécoises
En 2013, à la suite du dépôt par le gouvernement de Pauline Marois d’un projet de Charte des valeurs québécoises qui prévoit des interdictions de port des signes religieux aux fonctionnaires en position d’autorité (policiers, juges, enseignants), Dalila Awada s’engage dans l’opposition de cette politique, bien qu’une majorité de Québécois soient en faveur de la mesure. Elle se retrouve en débat sur une base régulière et devient l’une des principales figures de l’opposition au projet de loi.[réf. souhaitée]
En octobre 2013, elle participe à l’émission Tout le monde en parle où elle débat avec l’auteure Djemila Benhabib, connue pour ses positions en faveur de l’interdiction du port des signes religieux. 
Peu après ce passage à la télévision, un blogueur d’abord anonyme publie une série de vidéos qui présente Dalila Awada comme une intégriste musulmane dangereuse pour la société québécoise. Les vidéos sont vus des centaines de milliers de fois et génèrent une avalanche des messages haineux à l’endroit de la militante[réf. souhaitée]. Le blogueur sera plus tard identifié comme étant Philippe Magnan. En janvier 2015, Dalila Awada dépose contre Magnan et deux autres intervenants ayant contribué à la diffusion de la vidéo (Louise Mailloux et le site Vigile.net) une poursuite pour diffamation. Après plusieurs années de démarches judiciaires, Dalila Awada remporte sa poursuite en juillet 2018) alors que la juge Carole Julien trouve Magnan coupable et le condamne à payer 50 000$ en dommages moraux et 10 000$ en dommages punitifs. La poursuite contre Mailloux et le site Vigile.net est réglé hors cour.
Malgré cette victoire sans équivoque et le jugement historique obtenu à l'égard du harcèlement en ligne, Dalila Awada reçoit constamment des messages haineux tel que le rapportait Rima Elkouri en 2018 dans le journal La Presse.

### Féminisme
Dalila Awada fonde avec plusieurs autres personnes l’organisme Parole de femme qui a pour objectif de favoriser la prise de parole des femmes racisées.

### Antispécisme
Dalila Awada se présente comme antispéciste. Elle y voit un engagement cohérent avec ses autres engagements en faveur de la justice. En entrevue à la radio, elle considère que l'on vit dans un système constamment dans l'excès, la surproduction et la surconsommation.
Elle a été coordonnatrice à la Société protectrice des animaux (SPCA) à Montréal.
Elle a écrit une recension du livre Aphro-ism d'Aph Ko et Syl Ko pour la revue contre le spécisme l'Amorce. 

## Culture populaire
Lors de l'émission de fin d'année Bye Bye 2013, Dalila Awada est parodiée par Hélène Bourgeois Leclerc.
En 2018, elle apparaît dans la série En Audition avec Simon.